# Daikon
Daikon (Japanska duga bijela rotkva, lat. Raphanus sativus var. longipinnatus, navodi se kao sinonim za Raphanus raphanistrum subsp. sativus (L.) Domin), japanski naziv rotkvice iz jugoistočne Azije. Postoje brojni klultivari, a danas je raširena po gotovo cijelom svijetu.
Ljekovita je i jestiva biljka (korijen i listovi). Korijen se koristi kao dodatak salatama.